# Lavalette (bromfiets)
Lavalette is een historisch Frans merk van bromfietsen en inbouwmotoren.
Lavalette ging vanaf 1952 48- en 65 cc bromfietsen produceren. In 1953 werd het 65 cc-model op 70 cc gebracht. Naast complete bromfietsen leverde Lavalette ook een 70 cc inbouwmotor die door diverse andere merken gebruikt werd. 
Er waren nauwe banden van Lavalette met de merken Narcisse, Cazanave en Paloma. Michel Humblot was eigenaar van Narcisse en Paloma, dat onder andere de Paloma-Humblot maakte. Als leverancier van de inbouwmotoren steunde Lavalette het merk Paloma financieel, en de Paloma productie vond zelfs in de bedrijfshal van Lavalette plaats. Vanwege het belang van Lavalette in het bedrijf kon Humblot niet om deze inbouwmotoren heen, maar erg gunstig voor de verkoop waren ze niet. Lavalette leverde ze aanvankelijk zonder versnellingen en pas vanaf 1959 de GML50 motor met twee versnellingen en een kickstarter. Voor deze vrij simpele technologie zocht men samenwerking met het merk Alter. Een beetje sportbromfiets had echter minstens drie versnellingen. Lavalette kon hier alleen aan tegemoetkomen door het eigen merk in de carters van Franco Morini blokjes te slaan. Rond 1960 ging Lavalette samenwerken met Cazenave en verplaatste ook de productie van Paloma naar dit bedrijf. Cazenave gebruikte echter Sachs motoren voor haar bromfietsen.